# إلين كاسيدي
إلين كاسيدي (بالإنجليزية: Elaine Cassidy)‏ هي لاعبة الجسر ‏ أسترالية، ولدت في 15 مارس 1930 في Strathfield, New South Wales ‏ في أستراليا، وتوفيت في 1 أبريل 2014 في أورانج في أستراليا.